# Ostrov (ort i Tjeckien, Pardubice, lat 49,97, long 16,03)
Ostrov är en ort i Tjeckien.   Den ligger i regionen Pardubice, i den centrala delen av landet, 120 km öster om huvudstaden Prag. Ostrov ligger 265 meter över havet och antalet invånare är 173.
Terrängen runt Ostrov är platt.Runt Ostrov är det ganska glesbefolkat, med 43 invånare per kvadratkilometer. Närmaste större samhälle är Pardubice, 19,6 km väster om Ostrov. Trakten runt Ostrov består till största delen av jordbruksmark.